# اتفاق الدوحة (2008)
اتفاق الدوحة هو الاتفاق الذي توصلت اليه القوى السياسية اللبنانية يوم الأربعاء 21 مايو 2008 في الدوحة بقطر، الاتفاق مثل نهاية لـ 18 شهراً من الأزمة السياسية في لبنان التي شهدت بعض الفترات منها أحداث دامية. وعلى أثره أعلن رئيس مجلس النواب اللبناني عن فك اعتصام المعارضة في «ساحة رياض الصلح» ببيروت والمستمر منذ 1 ديسمبر 2006 فورًا.

## قبل اتفاقية الدوحة
انفجرت الأزمة السياسية المستمرة في لبنان فجأة عندما اتخذت الحكومة قرارين لإزالة شبكة اتصالات حزب الله وإقالة رئيس الأمن في مطار رفيق الحريري الدولي بعد ادعاء باكتشاف وجود كاميرا مراقبة تابعة لحزب الله تراقب المدرج الغربي رقم 17، والذي يستخدم أساسًا للطائرات التنفيذية. رداً على هذه القرارات، انتشرت أعمال الشغب في بيروت مما أدى إلى اشتباكات عنيفة بين حزب الله والأغلبية، وبعد ذلك دخلت قوات حزب الله بيروت الغربية وسيطرت عليها. كانت هذه هي المرة الأولى منذ الحرب الأهلية اللبنانية (1975-1990) التي يستخدم فيها حزب الله أسلحة على الجبهة الداخلية. انتقلت المعارك إلى عدة مناطق في البلاد بما في ذلك جبل لبنان والشمال، وتشير التقديرات إلى مقتل 300 شخص في العملية. تحرك المجلس العربي بسرعة لوقف العنف. وانطلاقاً من المبادرة العربية الخاصة باحتواء الأزمة اللبنانية أبرمت الأطراف اللبنانية في بيروت في 15 أيار / مايو 2008، برعاية اللجنة الوزارية العربية اتفاقًا لحل الأزمة فانعقد الحوار الوطني اللبناني في الدوحة.

## الحوار الوطني اللبناني
انعقد مؤتمر الحوار الوطني اللبناني في الدوحة في الفترة ما بين 16 و 21 أيار / مايو 2008، بمشاركة القادة السياسيين اللبنانيين الأعضاء في مؤتمر الحوار الوطني، والذين أكدوا التزامهم بإنقاذ لبنان وإنهاء الأزمة السياسية الحالية وتداعياتها، والتي لها عواقب وخيمة على التعايش والسلم الأهلي بين اللبنانيين والتزامهم بالمبادئ التي كرسها الدستور اللبناني واتفاق الطائف. ونتيجة لهذا المؤتمر، وكذلك الاجتماعات الثنائية والجماعية والمشاورات بين رئيس وأعضاء اللجنة الوزارية العربية وجميع الأطراف التي شاركت في هذا المؤتمر، تمكنت الأطراف من التوصل إلى اتفاق الدوحة.

## أطراف الاتفاق
رعى الاتفاق أمير قطر الشيخ حمد بن خليفة آل ثاني وبجهود اللجنة الوزارية العربية والأمين العام لجامعة الدول العربية عمرو موسى وكان الاتفاق بين طرفي النزاع اللبناني المعارضة والموالاة فكان تمثيل الفئتين كالأتي:
- الموالاة:
  - رئيس مجلس الوزراء فؤاد السنيورة يرافقه الوزراء خالد قباني، طارق متري، أحمد فتفت، ميشال فرعون والمستشارون محمد شطح، عارف العبد ورولا نور الدين.
  - الرئيس أمين الجميل يرافقه وفد الكتائب يضم النائب الأول لرئيس الحزب شاكر عون والسادة جوزيف أبو خليل، جورج جريج، إيلي داغر، وليد فارس وساسين ساسين.
  - النائب سعد الحريري يرافقه النواب باسم السبع، نبيل دو فريج وسمير الجسر والنائب السابق غطاس خوري.
  - النائب وليد جنبلاط يرافقه الوزيران غازي العريضي ومروان حمادة والنائب وائل أبو فاعور.
  - وفد القوات اللبنانية برئاسة سمير جعجع وعضوية كل من النائبين أنطوان زهرا وجورج عدوان وجوزف نعمة.
  - نواب لقاء قرنة شهوان برئاسة النائب بطرس حرب وعضوية النائب جواد بولس والدكتور سليم سليمان.
  - التكتل الطرابلسي برئاسة النائب محمد الصفدي وعضوية أنطوان قسطنطين.
  - وفد النواب الأرثوذكس ويضم النائبين غسان تويني وميشال المر.
- المعارضة:
  - رئيس مجلس النواب نبيه بري يرافقه النائبان سمير عازار وعلي حسن خليل والمستشارون: محمود بري علي حمدان ومدير شؤون الرئاسة في مجلس النواب علي حمد ورئيس مصلحة الاعلام في مجلس النواب محمد بلوط.
  - العماد ميشال عون يرافقه النائبان فريد الخازن وعباس هاشم والمسؤول السياسي في التيار الوطني الحر جبران باسيل.
  - وفد حزب الله برئاسة النائب محمد رعد وعضوية الوزير المستقيل محمد فنيش والنائب حسين الحاج حسن.
  - نواب الكتلة الشعبية برئاسة النائب الياس سكاف وعضوية النواب سليم عون، عاصم عراجي، كميل المعلوف، حسن يعقوب.
  - وفد النواب الأرمن ويضم أغوب بقرادونيان، أغوب قصارجيان ويغيا دجرجيان.

## أهم بنوده
- انتخاب رئيس جديد: انتخاب قائد الجيش ميشال سليمان رئيسا للجمهورية.
- اقرار قانون الانتخاب: إذ اتفق على إجراء الانتخابات النيابية بحسب القضاء وتقسيم بيروت إلى ثلاث دوائر انتخابية.
- تأليف حكومة جديدة: اتفق المتحاورون على تأليف حكومة وحدة وطنية مؤلفة من: 16 وزيرا للموالاة، 11 وزيرا للمعارضة، 3 وزراء لرئيس الجمهورية.[2]

## ردود الفعل

### داخل لبنان
رحب اللبنانيون بالاتفاق واستقبلوه بابتهاج كبير.

### خارج لبنان
الاتفاق رحبت به فرنسا، ألمانيا وإيران المملكة العربية السعودية، سوريا والمملكة المتحدة والولايات المتحدة  ومصر والمغرب

## نص الاتفاق
وينص الاتفاق على ما يلي:
برعاية كريمة من حضرة صاحب السمو الشيخ حمد بن خليفة آل ثاني أمير دولة قطر،
واستكمالاً لجهود اللجنة الوزارية العربية لمعالجة الأزمة اللبنانية برئاسة معالي الشيخ حمد بن جاسم بن جبر آل ثاني رئيس مجلس الوزراء ووزير الخارجية في دولة قطر والسيد عمرو موسى الأمين العام لجامعة الدول العربية وأصحاب المعالي وزراء خارجية: المملكة الأردنية الهاشمية ودولة الإمارات العربية المتحدة ومملكة البحرين والجمهورية الجزائرية الديموقراطية الشعبية وجمهورية جيبوتي وسلطنة عمان والمملكة المغربية والجمهورية اليمنية، واستناداً إلى المبادرة العربية في شأن احتواء الأزمة اللبنانية،
وتنفيذاً للاتفاق الذي تم بين الفرقاء اللبنانيين برعاية اللجنة الوزارية العربية في بيروت بتاريخ 15/5/2008 والذي هو جزء لا يتجزأ من هذا الإعلان.
عُقد مؤتمر الحوار الوطني اللبناني في الدوحة خلال الفترة من 16 – 21/5/2008 بمشاركة القيادات السياسية اللبنانية أعضاء مؤتمر الحوار الوطني الذين أكدوا حرصهم على إنقاذ لبنان والخروج من الأزمة السياسية الراهنة وتداعياتها الخطيرة على صيغة العيش المشترك والسلم الأهلي بين اللبنانيين والتزامهم مبادئ الدستور اللبناني واتفاق الطائف، وكنتيجة لأعمال المؤتمر وما دار من مشاورات ولقاءات ثنائية وجماعية أجرتها رئاسة اللجنة الوزارية العربية وأعضاؤها مع جميع الأطراف المشاركة في هذا المؤتمر،
تم الاتفاق على ما يلي:
أولاً: اتفق الأطراف على أن يدعو رئيس مجلس النواب البرلمان اللبناني إلى الانعقاد طبقاً للقواعد المتبعة خلال 24 ساعة لانتخاب المرشح التوافقي العماد ميشال سليمان رئيساً للجمهورية، علماً بأن هذا هو الأسلوب الأمثل من الناحية الدستورية لانتخاب الرئيس في هذه الظروف الاستثنائية.
ثانياً: تشكيل حكومة وحدة وطنية من 30 وزيراً توزع على أساس 16 وزيراً للأغلبية – 11 للمعارضة – 3 للرئيس، وتتعهد الأطراف بمقتضى هذا الاتفاق بعدم الاستقالة أو إعاقة عمل الحكومة.
ثالثاً: اعتماد القضاء طبقاً لقانون 1960 كدائرة انتخابية في لبنان بحيث يبقى قضاء مرجعيون – حاصبيا دائرة انتخابية واحدة، وكذلك بعلبك – الهرمل، والبقاع الغربي – راشيا.
وفي ما يتعلق ببيروت يتم تقسيمها على الوجه التالي:
الدائرة الأولى: الأشرفية – الرميل – الصيفي.
الدائرة الثانية: الباشورة – المدوّر – المرفأ.
الدائرة الثالثة: ميناء الحصن – عين المريسة – المزرعة – المصيطبة – رأس بيروت – زقاق البلاط.
الموافقة على إحالة البنود الإصلاحية الواردة في اقتراح القانون المحال إلى المجلس النيابي والذي أعدته اللجنة الوطنية لإعداد قانون الانتخابات برئاسة الوزير فؤاد بطرس لمناقشته ودراسته وفقاً للأصول المتبعة.
رابعاً: وتنفيذاً لنص اتفاق بيروت المشار إليه وبصفة خاصة ما جاء في الفقرتين 4 و5 واللتين نصتا على:
"4 – تتعهد الأطراف بالامتناع عن أو العودة إلى استخدام السلاح أو العنف بهدف تحقيق مكاسب سياسية.
5 – إطلاق الحوار حول تعزيز سلطات الدولة اللبنانية على كافة أراضيها وعلاقاتها مع مختلف التنظيمات على الساحة اللبنانية بما يضمن أمن الدولة والمواطنين...".
وبذلك تم إطلاق الحوار في الدوحة حول تعزيز سلطات الدولة طبقاً للفقرة الخامسة من اتفاق بيروت، وتم الاتفاق على ما يلي:
- حظر اللجوء إلى استخدام السلاح أو العنف أو الاحتكام إليه في ما قد يطرأ من خلافات أياً كانت هذه الخلافات وتحت أي ظرف كان بما يضمن عدم الخروج على عقد الشراكة الوطنية القائم على تصميم اللبنانيين على العيش معاً في إطار نظام ديموقراطي، وحصر السلطة الأمنية والعسكرية على اللبنانيين والمقيمين بيد الدولة بما يُشكل ضمانة لاستمرار صيغة العيش المشترك والسلم الأهلي للبنانيين كافة وتتعهد الأطراف بذلك.
- تطبيق القانون واحترام سيادة الدولة في كافة المناطق اللبنانية بحيث لا تكون هناك مناطق يلوذ إليها الفارّون من وجه العدالة، احتراماً لسيادة القانون، وتقديم كل من يرتكب جرائم أو مخالفات إلى القضاء اللبناني.

يتم استئناف هذا الحوار برئاسة رئيس الجمهورية فور انتخابه وتشكيل حكومة الوحدة الوطنية وبمشاركة الجامعة العربية، وبما يعزز الثقة بين اللبنانيين.
خامساً: إعادة تأكيد التزام القيادات السياسية اللبنانية بوقف استخدام لغة التخوين أو التحريض السياسي أو المذهبي على الفور.
تتولى اللجنة الوزارية العربية إيداع هذا الاتفاق لدى الأمانة العامة لجامعة الدول العربية بمجرد التوقيع عليه.
تم التوقيع على هذا الاتفاق في مدينة الدوحة في اليوم الحادي والعشرين من شهر أيار (مايو) لسنة 2008 من قبل القيادات السياسية اللبنانية المشاركة في المؤتمر، وبحضور رئيس اللجنة الوزارية العربية وأعضائها.

## وصلات خارجية
- موقع الاتفاق
- بري من قطر: اتفاق الدوحة نفذ حرفيًا بكامله

## مواضيع ذات علاقة
- اعتصام المعارضة اللبنانية
- احداث 7 أيار في لبنان
- اتفاق الطائف
- تاريخ لبنان